# Angaridyela endemica
Angaridyela endemica  (лат.) — ископаемый вид пилильщиков рода Angaridyela из семейства Xyelidae. Ископаемые остатки обнаружены в меловых отложениях северо-востока Китая (провинция Ляонин, Huangbanjigou, Shangyuan Town, Yixian Formation, барремский ярус, около 125 млн лет). Длина тела 9,7 мм, длина переднего крыла 6,2 мм. 
Вид Angaridyela endemica был впервые описан в 2000 году китайскими энтомологами Х. Чжаном и Ж. Чжаном (H. C. Zhang, J. F. Zhang, Китай) вместе с видами A. exculpta, A. robusta, A. suspecta, Ceratoxyela decorosa, Heteroxyela ignota, Isoxyela rudis, Lethoxyela excurva, L. vulgata, L. antiqua, Sinoxyela viriosa.
Включён в состав рода Angaridyela Rasnitsyn 1966 вместе с видами Angaridyela vitimica, A. robusta и другими.